# Albert Rapp
Albert Rapp, född 16 november 1908 i Schorndorf, död 18 september 1975 i Hohenasperg, var en tysk jurist och SS-Obersturmbannführer.

## Biografi
Rapp studerade rättsvetenskap vid universiteten i München och Tübingen och avlade 1936 assessorsexamen.
Den 1 september 1939 anföll Tyskland sin östra granne Polen och andra världskriget utbröt. I november 1939 utsågs Rapp till chef för en arbetsgrupp med uppgift att organisera fördrivningen av polacker och judar från västra Polen. Rapp var underordnad SS- och polischefen Wilhelm Koppe och ledde deportationerna från Reichsgau Wartheland till Generalguvernementet, den del av Polen som inte hade inlemmats i Tyska riket utan lades under ockupation. Från 1942 till 1943 var Rapp chef för Sonderkommando 7a, en mobil insatsstyrka som mördade politruker, judar och romer i områdena kring Polotsk, Vitsebsk och Smolensk.
Rapp ställdes inför rätta och dömdes 1965 till livstids fängelse för krigsförbrytelser och brott mot mänskligheten. Han avled i fängelse 18 september 1975.